# Tiofenicol
El tiofenicol (también conocido como tianfenicol y dextrosulfenidol) es un antibiótico análogo metilsulfonil del cloranfenicol con un espectro de actividad similar, pero de 2,5 a 5 veces más potente. Al igual que el cloranfenicol, es insoluble en agua, pero muy soluble en lípidos. Se utiliza en muchos países como antibiótico veterinario, pero está disponible en China, Marruecos e Italia para su uso en humanos. Su principal ventaja sobre el cloranfenicol es que nunca se ha asociado a la anemia aplásica.
El tianfenicol también se utiliza mucho en Brasil, sobre todo para el tratamiento de las infecciones de transmisión sexual y la enfermedad inflamatoria pélvica.
A diferencia del cloranfenicol, el tiofenicol no se metaboliza fácilmente en el ganado vacuno, las aves de corral, las ovejas o los seres humanos, sino que se excreta predominantemente sin cambios. En cerdos y ratas, el fármaco se excreta como fármaco original y como glucuronato de tianfenicol (FAO, 1997).